# Bhadrak
Bhadrak es una ciudad y  municipio situada en el distrito de Bhadrak en el estado de Odisha (India). Su población es de 121338 habitantes (2011). Se encuentra a 128 km de Bhubaneswar y a 103 km de Cuttack.

## Demografía
Según el censo de 2011 la población de Bhadrak era de 121338 habitantes, de los cuales 62335 eran hombres y 59003 eran mujeres. Bhadrak tiene una tasa media de alfabetización del 79,49%, superior a la media estatal del 72,87%: la alfabetización masculina es del 83,99%, y la alfabetización femenina del 74,77%.

## Clima
| Parámetros climáticos promedio de Bhadrak, Odisha | Parámetros climáticos promedio de Bhadrak, Odisha | Parámetros climáticos promedio de Bhadrak, Odisha | Parámetros climáticos promedio de Bhadrak, Odisha | Parámetros climáticos promedio de Bhadrak, Odisha | Parámetros climáticos promedio de Bhadrak, Odisha | Parámetros climáticos promedio de Bhadrak, Odisha | Parámetros climáticos promedio de Bhadrak, Odisha | Parámetros climáticos promedio de Bhadrak, Odisha | Parámetros climáticos promedio de Bhadrak, Odisha | Parámetros climáticos promedio de Bhadrak, Odisha | Parámetros climáticos promedio de Bhadrak, Odisha | Parámetros climáticos promedio de Bhadrak, Odisha | Parámetros climáticos promedio de Bhadrak, Odisha |
| Mes                                               | Ene.                                              | Feb.                                              | Mar.                                              | Abr.                                              | May.                                              | Jun.                                              | Jul.                                              | Ago.                                              | Sep.                                              | Oct.                                              | Nov.                                              | Dic.                                              | Anual                                             |
| ------------------------------------------------- | ------------------------------------------------- | ------------------------------------------------- | ------------------------------------------------- | ------------------------------------------------- | ------------------------------------------------- | ------------------------------------------------- | ------------------------------------------------- | ------------------------------------------------- | ------------------------------------------------- | ------------------------------------------------- | ------------------------------------------------- | ------------------------------------------------- | ------------------------------------------------- |
| Temp. máx. media (°C)                             | 27.2                                              | 30.0                                              | 34.3                                              | 36.9                                              | 37.1                                              | 34.6                                              | 31.4                                              | 31.3                                              | 31.5                                              | 30.5                                              | 28.9                                              | 27.0                                              | 31.7                                              |
| Temp. mín. media (°C)                             | 14.4                                              | 17.1                                              | 21.4                                              | 24.9                                              | 26.7                                              | 26.3                                              | 25.7                                              | 25.9                                              | 25.6                                              | 23.4                                              | 18.0                                              | 14.3                                              | 22                                                |
| Lluvias (mm)                                      | 13                                                | 31                                                | 34                                                | 45                                                | 85                                                | 212                                               | 306                                               | 326                                               | 273                                               | 161                                               | 38                                                | 6                                                 | 1530                                              |
| Fuente: en.climate-data.org                       |                                                   |                                                   |                                                   |                                                   |                                                   |                                                   |                                                   |                                                   |                                                   |                                                   |                                                   |                                                   |                                                   |